# Hodding Carter III
William Hodding Carter III, né le 7 avril 1935 à La Nouvelle-Orléans et mort le 11 mai 2023 à Chapel Hill en Caroline du Nord, est un journaliste et homme politique américain. Entre 1977 et 1980, il est secrétaire d'État adjoint aux affaires publiques sous le président Jimmy Carter.

## Jeunesse
Né en 1935 à La Nouvelle-Orléans, il est le fils du rédacteur en chef de journal Hodding Carter et de Betty Werlein Carter . Il grandit à Greenville, Mississippi, où son père fonde le Greenville Delta Democrat-Times, étudie à la Phillips Exeter Academy à Greenville High School et à l'Université de Princeton . Il fait partie du Corps des Marines des États-Unis de 1957 à 1959, avant de rejoindre l'équipe du journal de son père .

## Carrière

### Journalisme
Alors qu'il travaille pour le Delta Democrat-Times, Hodding Carter écrit le livre The South Strikes Back. Il remporte le prix Sigma Delta Chi National Profession Journalism Society Award for Editorial Writing en 1961 .
Dans les années 1960, il s'implique dans le mouvement des droits civiques, à la fois éditorialement et dans l'action politique.

### Implication politique
En 1964, il travaille sur la campagne présidentielle de Lyndon B. Johnson, mais ce dernier et son vice-président, le sénateur américain Hubert Humphrey du Minnesota, n'obtiennent que 13 % des voix dans le Mississippi lors de la dernière élection tenue avant l'adoption de la Loi sur les droits de vote de 1965.

## Vie privée
Carter s'est marié trois fois : d'abord avec Margaret Ainsworth, de 1957 jusqu'à leur divorce en 1978, puis avec Patricia M. Derian, de 1978 jusqu'à sa mort en 2016, puis avec Patricia Ann O'Brien, de 2019 jusqu'à sa mort. Il a quatre enfants, dont l'actrice Finn Carter.

## Mort
Le 11 mai 2023, Hodding Carter meurt dans une maison de retraite à Chapel Hill en Caroline du Nord, à l'âge de 88 ans, à la suite d'une série d'accidents vasculaires cérébraux,.